# Sicherheitsschloss
Sicherheitsschloss ist eine häufig als Gattungsbegriff für verschiedene Schlösser mit Schließzylinder verwendete Bezeichnung. Der Duden definiert Sicherheitsschloss als „durch einen im Gehäuse drehbar gelagerten, in geschlossenem Zustand aber durch mehrere Stifte festgehaltenen Zylinder besonders gesichertes [Tür]schloss.“
Allgemein sind für Sicherheitsschlösser mehrere Zuhaltungen kennzeichnend, die individuell dem Sperrcode entsprechend zum Öffnen gebracht werden müssen, damit der Schlossriegel betätigt werden kann. Ein Zylinderschloss gewährt erst dann deutlich erhöhte Sicherheit, wenn es eine für den vorgesehenen Einsatzzweck ausreichende Einbruchsicherheit, Aufsperrsicherheit, Abtastsicherheit, Nachschließsicherheit und Schlüsselsicherheit hat. Sogenannte „einbruchhemmende Schlösser“ sind in Deutschland in der DIN-Norm 18251 definiert. Die Polizei Bayern empfiehlt, Zylinderschlösser der Klassen vier oder fünf zu verwenden, wobei bei einem Sicherheitsschloss mit Mehrfachverriegelungen schon Schlösser der Klasse drei ausreichen würden.
Christopher Polhem erfand bereits im 18. Jahrhundert einen Vorläufer des Sicherheitsschlosses.